# 北米報知
北米報知（ほくべいほうち、英: The North American Post）は、アメリカ合衆国のワシントン州シアトルで発行されている邦字新聞。前身の北米時事の設立は1902年で、邦字新聞として北米最古の歴史を誇る。本社住所は、シアトルのインターナショナルディストリクトに位置するシアトル市6th Ave 519。

## 歴史
1902年にシアトルの日系歯科医、隈元清が北米時事社を設立し新聞業を開始する。第二次世界大戦による立ち退き以前、シアトルでは日本人町が隆盛。北米時事はシアトルに加えてタコマ、ヤキマ、スポケーンなどにも支局を構える盛況振りを見せていたが、日本軍が真珠湾を攻撃した日の夜、編集長の有馬が連邦捜査局（FBI）に逮捕され、新聞は機能停止に陥った。
戦後、収容所から帰郷した日系人が互いの安否を確かめあう告知板（＝ポスト）をと北米時事は名称を「北米報知」に変更し、再出発を果たした。タコマ時報の記者、生駒貞彦が北米時事の編集者・有馬純雄を迎えて1946年に創刊された北米報知は、48年に週三回、翌49年に週六回と発行日数を拡大。52年の新移民法による日本からの帰還者も増え、購読者、広告主など北米報知支援の幅も広がった。当時の新聞には北米百年桜の著者、伊藤一夫がつづる「日本便り」をはじめ、新聞創刊の趣旨「報知告知板」、現在も引き継がれる「報知ごよみ」、コミュニティー記事、死亡記事のほか、タコマ、スポケン、ポートランド各地からの通信記事や小説、俳句、短歌など地元文芸団体の作品などが掲載されていた。広告欄には航空、旅行、商店、美容院、レストランと日系ビジネスに加えて、劇場、映画館、文化団体が名を連ね、コミュニティーの盛況ぶりが窺える内容となっていた。
1970年代に入ると読者である1世の高齢化、発行部数の減少、などを受け北米報知は斜陽の時代を迎える。81年3月、それまでの週五回発行から週三回への移行が行われたが、それでも苦しい経営は変わらず、同年7月、赤字の累積を理由に無期休刊を社告で知らせた。しかし、新聞の必要性を強調するシアトル日系人幹部らが資金を出し合い、北米報知を買収。3ヶ月後、再び新聞が発行された。買収によって「北米報知出版社（North American Post Publishing Inc.）」が設立された。1988年にはJACL全米大会に伴って月毎発行の英字版北米報知「Northwest Nikkei」が創刊される（1997年に北米報知土曜版に吸収）。2000年に週2回発行、2006年週刊化への移行。2005年の無料化を経て現在に至る。

## 年表
- 1902年 歯科医であった隈元清が前身である北米時事社を設立
- 1942年 連邦捜査局が北米時事編集長の有馬純雄を逮捕
- 1946年3月12日 日比谷隆美が北米時事を売却
- 同6月5日 北米報知社設立（英語名North American Post）。週刊。年間購読日4.5$
- 1948年 週三回の発行。英語面の発行。
- 1949年 週六回発行の日刊紙へ移行。
- 1964年 週五回発行へ移行。
- 1981年 週三回発行へ移行。経営難から2カ月に渡り休業。日系コミュニティー関係者13名の協力を得て、北米報知出版社として新しく業務を開始。
- 1988年 日系市民協会米国会議にて北米報知英語版として月刊“Northwest Nikkei”が発行される。
- 1997年 ノースウエスト・ニッケイが北米報知土曜日号に合併される。
- 2000年 週二回発行へ移行。
- 2004年 日本国政府外務大臣賞を受賞
- 2005年 無料化へ移行。
- 2006年 週刊化へ移行。
- 2012年 在シアトル邦人向け日本語媒体「ソイソース」を吸収
- 2015年 ワシントン大学との協力のもとで、20世紀初頭の北米時事の記事から1950年代頃までの過去記事をデジタル・アーカイブ化
- 2017年 月2回の発行へ移行すると共に英語面の割合を大幅に増やす

## 歴代社長
1. 生駒 貞彦(1946 - 54)
2. 奥田 平次(1954 - 56)
3. 窪田 竹光(1956 - 81)
4. 日比谷 隆美(1981)
5. 藤井 義人(1981 - 84)
6. 景山 昇(1984 - 88)
7. 森口 富雄(1988 - )*宇和島屋元会長

## 日本語版歴代編集長
- 1946年 有馬 純雄 編集長
- 1946 - 54年 生駒 貞彦 編集長
- 1954 - 84年 桧枝 茂信 編集長　のちに狩野輝光、日比谷隆美が編集長（日比谷84年まで務める）
- 1984 - 88年 正木 史郎 編集長
- 1988 - 99年 楠瀬 明子 編集長
- 2000年 萩 仁 エディター、竹内 哲哉 エディター、A.八木編集主幹
- 2001 - 04年 天海 幹子 ゼネラルマネージャー兼編集長
- 2004 - 09年 稲葉 八重子 日本語エディター
- 2009年 - 17年 佐々木 志峰　編集長
- 2017年 - 室橋美佐 ゼネラルマネージャー兼編集長

## 英語版編集者
- 1989 - 91年 Leslie Mano
- 1991 - 96年 Sandee Taniguchi
- 1997 - 04年 Kamilla Kuroda McClelland,Carey Giudici,Nui Tateyama,Max Wurzburg,Mikiko Amagai
- 2004 - 05年 Vince Matsudaira
- 2005 - 06年 Chris S.Nishiwaki
- 2006 - 09年 Yaeko Inaba
- 2010年 - Travis Suzaka